# Билеты Банка России
Билет Банка России — название банковских билетов, эмитируемых Центральным банком Российской Федерации с 1992 года. В настоящее время в обращении находятся деноминированные банкноты (в новом масштабе цен) образца 1997 года, введённые в обращение 1 января 1998 года и вытеснившие из обращения банкноты старого образца 31 декабря 1998 года (в течение всего 1998 года допускалось параллельное хождение банкнот в рознице.) Обмен старых банкнот и монет через кассы банков продолжался до 31 декабря 2002 года. На данный момент также в обращении находятся билеты Банка России образца 2017, 2022 и 2023 года.

## Банкноты образца 1992 года
С момента объявления Российской Федерации независимым государством (26 декабря 1991 года) до денежной реформы 1993 года в России имели хождение выпущенные ранее государственные казначейские билеты и билеты Государственного банка СССР образцов:
- 1961 года: 1, 3, 5, 10, 25 рублей[2];
- 1991 года: 1, 3, 5, 10, 50, 100, 200, 500, 1000 рублей;
- 1992 года: 50, 100[3], 200, 500, 1000 рублей.

Несмотря на то, что Государственный банк СССР был упразднён 20 декабря 1991 года, банкноты (образца 1992 года) продолжали выпускаться от его имени, но уже Банком России.
Выпущенные в 1992 году билеты Банка России номиналом 5000 и 10 000 рублей имели хождение до 3 августа 1993 года.
| Серия 1992 года                                 | Серия 1992 года   | Серия 1992 года  | Серия 1992 года | Серия 1992 года     | Серия 1992 года                                                                | Серия 1992 года                                                                 | Серия 1992 года                                  | Серия 1992 года | Серия 1992 года             |
| Изображение                                     | Изображение       | Номинал (рублей) | Размеры (мм)    | Основные цвета      | Описание                                                                       | Описание                                                                        | Описание                                         | Даты            | Даты                        |
| Лицевая сторона                                 | Оборотная сторона | Номинал (рублей) | Размеры (мм)    | Основные цвета      | Лицевая сторона                                                                | Оборотная сторона                                                               | Водяной знак                                     | введения        | изъятия                     |
| ----------------------------------------------- | ----------------- | ---------------- | --------------- | ------------------- | ------------------------------------------------------------------------------ | ------------------------------------------------------------------------------- | ------------------------------------------------ | --------------- | --------------------------- |
|                                                 |                   | 5000             | 145×70          | тёмно-синий голубой | знаменитые здания Москвы                                                       | башни Московского кремля; Большой Москворецкий мост; дом на Котельнической наб. | 5-конечные звёзды                                | 14 июля 1992    | с 26 июля по 3 августа 1993 |
|                                                 |                   | 10 000           | 145×70          | коричневый розовый  | Сенатская башня Московского Кремля, флаг Российской Федерации на здании Сената | Спасская, Сенатская, Никольская и Угловая Арсенальная башни Московского Кремля  | Сенатская башня Кремля, флаг РФ на здании Сената | 29 декабря 1992 | с 26 июля по 3 августа 1993 |
| Масштаб изображений — 1,0 пикселя на миллиметр. |                   |                  |                 |                     |                                                                                |                                                                                 |                                                  |                 |                             |

## Банкноты образца 1993—1995 года

### Банкноты образца 1993 года
Банкноты образца 1993 года введены в обращение телеграммой ЦБР №10-93 от 25 января 1993 г. Они разрабатывались спешно, в условиях дефицита наличности в течение 1992 года. Требовалось разработать новый банкнотный ряд за полгода. При разработке защищенность была принесена в жертву простоте выпуска. При этом слабая защищенность не была секретом. Подготовка к выпуску новой, достаточно защищенной "городской" серии началась сразу же, как только были выпущены банкноты 1993 г. Большое количество выявлявшихся подделок вынудило модифицировать старшие номиналы (5000, 10 000 и 50 000 р.) уже в 1994 г. 
17 июля 1993 года Россия вышла из рублёвой зоны СНГ, объявив о прекращении хождения на своей территории советских (образца 1961, 1991 и 1992 годов) и российских рублей 1992 года.
Фактически 26 июля 1993 года рубль как платёжное средство взаимосвязанной экономики СНГ прекратил своё существование. Россия лишила себя возможности контролировать всю денежную наличную эмиссию и экономику зависевших от неё республик рублёвой зоны.
Обмен всех вышеперечисленных банкнот на новые проводился в России во всех отделениях Сбербанка с 26 июля по 3 августа 1993 года в количестве не более ста тысяч рублей (около 100 долларов США при курсе 1000 руб./$) на одного совершеннолетнего гражданина РФ, о чём ставилась отметка в паспорт. Оставшиеся в России деньги СССР хлынули в те республики СНГ, где ещё не было своей валюты и продолжали хождение советские деньги, что вызвало там всплеск инфляции.

Последней республикой, отменившей хождение денег СССР с целью защиты внутреннего рынка, был Таджикистан, который в январе 1994 года перешёл на российские рубли образца 1993 года, а затем выпустивший в 1995 году свои рубли («рубл»), чей рисунок в общем повторял советский рубль, а цвета и номиналы соответствовали цветам и номиналам советских рублей 1961 года.
При том, что номинальный ряд банкнот этой серии содержал банкноты от 100 до 50 000 рублей, в 1993 году были выпущены несколько пробных экземпляров банкноты номиналом 100 000 рублей с изображением Сенатской башни Кремля и Кремлёвской набережной, однако в итоге она так и не пошла в обращение — номинал 100 000 рублей появился уже при выпуске серии банкнот «Города России», используемой, с учётом деноминации, до настоящего времени. Эта банкнота также отличалась тем, что на неё был нанесён современный логотип Банка России, в то время, как на остальных банкнотах использовался самый первый логотип в виде художественно-расписной аббревиатуры «ЦБР».
С 1995 года банкноты этой серии номиналом 1000-50 000 постепенно вытеснялись из широкого денежного обращения более новой серией «Города России». Банкноты номиналом 100, 200 и 500 рублей, в связи с тем, что планировавшийся выпуск новой серии монет номиналом 100, 500 и 1000 рублей образца 1995 года так и не состоялся в силу активизации дискуссий о проведении деноминации, фактически выполняли роль разменных денежных знаков (по условиям деноминации 1998 года обменивались на суммы 10, 20 и 50 новых копеек соответственно) вплоть до конца 1998 года.
| Серия 1993 года                              | Серия 1993 года   | Серия 1993 года  | Серия 1993 года | Серия 1993 года    | Серия 1993 года                                                              | Серия 1993 года                                                                 | Серия 1993 года                                           | Серия 1993 года  | Серия 1993 года                    |
| Изображение                                  | Изображение       | Номинал (рублей) | Размеры (мм)    | Основные цвета     | Описание                                                                     | Описание                                                                        | Описание                                                  | Даты             | Даты                               |
| Лицевая сторона                              | Оборотная сторона | Номинал (рублей) | Размеры (мм)    | Основные цвета     | Лицевая сторона                                                              | Оборотная сторона                                                               | Водяной знак                                              | введения         | изъятия                            |
| -------------------------------------------- | ----------------- | ---------------- | --------------- | ------------------ | ---------------------------------------------------------------------------- | ------------------------------------------------------------------------------- | --------------------------------------------------------- | ---------------- | ---------------------------------- |
|                                              |                   | 100              | 130×57          | голубой розовый    | Сенатская башня Московского Кремля; Государственный флаг РФ на здании Сената | Спасская, Царская, Набатная и Константино- Еленинская башни Московского кремля  | 5-конечные звёзды и волнистые полосы                      | 26 января 1993   | с 1 января 1999 по 31 декабря 2002 |
|                                              |                   | 200              | 130×57          | розовый            | Сенатская башня Московского Кремля; Государственный флаг РФ на здании Сената | Троицкая и Кутафья башни Московского кремля                                     | 5-конечные звёзды и волнистые полосы                      | 26 января 1993   | с 1 января 1999 по 31 декабря 2002 |
|                                              |                   | 500              | 130×57          | зелёный            | Сенатская башня Московского Кремля; Государственный флаг РФ на здании Сената | 14-й корпус Кремля; Спасская башня Московского кремля                           | 5-конечные звёзды и волнистые полосы                      | 26 января 1993   | с 1 января 1999 по 31 декабря 2002 |
|                                              |                   | 1000             | 152×67          | зелёный коричневый | Сенатская башня Московского Кремля; Государственный флаг РФ на здании Сената | Спасская башня Московского кремля; Храм Василия Блаженного                      | 5-конечные звёзды                                         | 26 января 1993   | с 1 января 1999 по 31 декабря 2002 |
|                                              |                   | 5000             | 152×67          | красный фиолетовый | Сенатская башня Московского Кремля; Государственный флаг РФ на здании Сената | башни Московского кремля; Большой Москворецкий мост; дом на Котельнической наб. | Сенатская башня Кремля; флаг РФ на здании Сената          | 26 января 1993   | с 1 января 1999 по 31 декабря 2002 |
|                                              |                   | 10 000           | 152×67          | зелёный голубой    | Сенатская башня Московского Кремля; Государственный флаг РФ на здании Сената | Спасская, Сенатская, Никольская и Угловая Арсенальная башни Московского Кремля  | Сенатская башня Кремля; флаг РФ на здании Сената          | 12 марта 1993    | с 1 января 1999 по 31 декабря 2002 |
|                                              |                   | 50 000           | 152×67          | кремовый           | Сенатская башня Московского Кремля; Государственный флаг РФ на здании Сената | Никольская и Угловая Арсенальная башни Московского кремля                       | Сенатская башня Кремля; флаг РФ на здании Сената          | 20 мая 1993      | с 1 января 1999 по 31 декабря 2002 |
| Серия 1993 года (модификация 1994 года)      |                   |                  |                 |                    |                                                                              |                                                                                 |                                                           |                  |                                    |
|                                              |                   | 5000             | 152×67          | красный фиолетовый | Сенатская башня Кремля; флаг РФ на здании Сената                             | башни Московского кремля; Большой Москворецкий мост; дом на Котельнической наб. | Сенатская башня Кремля; флаг РФ на здании Сената; номинал | 19 сентября 1994 | с 1 января 1999 по 31 декабря 2002 |
|                                              |                   | 10 000           | 152×67          | зелёный голубой    | Сенатская башня Кремля; флаг РФ на здании Сената                             | Спасская, Сенатская, Никольская и Угловая Арсенальная башни Московского Кремля  | Сенатская башня Кремля; флаг РФ на здании Сената; номинал | 19 сентября 1994 | с 1 января 1999 по 31 декабря 2002 |
|                                              |                   | 50 000           | 152×67          | кремовый           | Сенатская башня Кремля; флаг РФ на здании Сената                             | Никольская и Угловая Арсенальная башни Московского Кремля                       | Сенатская башня Кремля; флаг РФ на здании Сената; номинал | 14 июля 1994     | с 1 января 1999 по 31 декабря 2002 |
| Масштаб изображений — 1 пиксель на миллиметр |                   |                  |                 |                    |                                                                              |                                                                                 |                                                           |                  |                                    |

### Банкноты образца 1995 года
С конца 1995 года была произведена (без обмена) постепенная замена денежных знаков на банкноты современного рисунка достоинством 1, 5, 10, 50, 100 тысяч рублей; причём первой, с увеличением инфляции, в мае 1995 года была выпущена банкнота 100 000 рублей современного рисунка; за ней — 50- и 10-тысячные.
| Серия 1995 года                              | Серия 1995 года   | Серия 1995 года  | Серия 1995 года | Серия 1995 года   | Серия 1995 года  | Серия 1995 года                                                                                    | Серия 1995 года                                    | Серия 1995 года                       | Серия 1995 года  | Серия 1995 года                    |
| Изображение                                  | Изображение       | Номинал (рублей) | Размеры (мм)    | Основные цвета    | Описание         | Описание                                                                                           | Описание                                           | Описание                              | Даты             | Даты                               |
| Лицевая сторона                              | Оборотная сторона | Номинал (рублей) | Размеры (мм)    | Основные цвета    | Город            | Лицевая сторона                                                                                    | Оборотная сторона                                  | Водяной знак                          | введения         | изъятия                            |
| -------------------------------------------- | ----------------- | ---------------- | --------------- | ----------------- | ---------------- | -------------------------------------------------------------------------------------------------- | -------------------------------------------------- | ------------------------------------- | ---------------- | ---------------------------------- |
|                                              |                   | 1000             | 137×61          | коричневый        | Владивосток      | морской порт Владивостока в бухте Золотой Рог; навершие ростральной колонны с парусником «Манджур» | бухта Рудная и скала Два Брата (под Дальнегорском) | «1000»; навершие колонны с парусником | 29 сентября 1995 | с 1 января 1999 по 31 декабря 2002 |
|                                              |                   | 5000             | 137×61          | тёмно-зелёный     | Великий Новгород | памятник «Тысячелетие России» на фоне Софийского собора                                            | крепостная стена Новгородского кремля              | «5000»; Софийский собор               | 31 октября 1995  | с 1 января 1999 по 31 декабря 2002 |
|                                              |                   | 10 000           | 150×65          | оливковый         | Красноярск       | коммунальный мост через Енисей; часовня Параскевы Пятницы                                          | Красноярская ГЭС                                   | «10000»; часовня Параскевы Пятницы    | 29 июля 1995     | с 1 января 1999 по 31 декабря 2002 |
|                                              |                   | 50 000           | 150×65          | голубой           | Санкт-Петербург  | скульптура в основании ростральной колонны; Петропавловская крепость                               | ростральная колонна; здание Биржи                  | «50000»; Петропавловский собор        | 29 июля 1995     | с 1 января 1999 по 31 декабря 2002 |
|                                              |                   | 100 000          | 150×65          | красно-коричневый | Москва           | квадрига на портике Большого театра                                                                | фасад Большого театра                              | «100000»; Большой театр               | 30 мая 1995      | с 1 января 1999 по 31 декабря 2002 |
|                                              |                   | 500 000          | 150×65          | фиолетовый        | Архангельск      | памятник Петру I; парусник в порту Архангельска                                                    | Соловецкий монастырь                               | «500000»; портрет Петра I             | 17 марта 1997    | с 1 января 1999 по 31 декабря 2002 |
| Масштаб изображений — 1 пиксель на миллиметр |                   |                  |                 |                   |                  | |                                                    |                                       |                  |                                    |

Деноминация 1998 года оставила все рисунки российских банкнот теми же, уменьшив их номинал в одну тысячу раз (т. н. новый масштаб цен). Шрифт числового номинала в верхней части аверса стал более крупным и прямым (был курсивным), а также было введено крупношрифтовое обозначение номинала в нижнем левом углу банкноты; на реверсе обозначения номинала в верхней части были обрамлены узорами. При этом из обращения исчезла банкнота образца 1995 года 1000 неденоминированных рублей (1 новый рубль) с изображением города Владивостока.

## Банкноты образца 1997 года
1 января 1998 года в обращение поступила новая серия банкнот номиналами 5, 10, 50, 100 и 500 рублей, оформление которых практически не отличалось от оформления банкнот 1995 года выпуска, был лишь сокращён (на три порядка) номинал и добавлены новые элементы защиты. Банкноты 1995 года выпуска обменивались на новые в соотношении номиналов 1000:1, начиная с 1 января 1999 и до 31 декабря 2002 года.
Позже была выпущена 1000-рублёвая (с 1 января 2001, оформлена в общей стилистике с банкнотами номиналов 10—500 рублей модификации 2001 года) и 5000-рублёвая банкноты (с 31 июля 2006, оформлена в общей стилистике с банкнотами номиналов 10—1000 рублей модификации 2004 года, присутствует часть изменений из модификации 2010 года).
Выпуск 5-рублёвых банкнот был прекращён в начале 2000-х годов. Существующие экземпляры практически изъяты из обращения в связи с ветхостью или осели у коллекционеров, но до сих пор считаются законным платёжным средством. С 1 января 2010 года был официально прекращён выпуск 10-рублёвых банкнот и они постепенно вытеснялись новыми монетами этого номинала. Выпуск этих банкнот возобновлён в марте 2023 года.
Банкноты образца 1997 года имеют следующие элементы защиты:
1. Водяной знак в виде цифрового обозначения номинала (на левом купонном поле) и элемента оформления банкноты (на правом).
2. Внедрённая в бумагу прозрачная защитная нить шириной 1 мм с надписью «ЦБР» и цифровым обозначением номинала.
3. Совмещение фрагментов оформления лицевой и оборотной сторон на просвет.
4. Узор из тонких линий на купонных полях оборотной стороны банкнот.
5. Микротекст.
6. Красные, светло-зелёные и фиолетовые защитные волокна, введённые в бумагу (светящиеся в УФ красным, жёлто-зелёным и не люминесцирующие соответственно).
7. Кипп-эффект (надпись «РР» на лицевой стороне).
8. Цифровое обозначение номинала в левом нижнем углу на лицевой стороне банкноты, выполненное металлизированной серой краской.
9. Рельефные элементы: метка для людей с ослабленным зрением и надпись «Билет Банка России».
10. У банкнот 500, 1000 рублей — рельефная эмблема Банка России, напечатанная оптически переменной бурой ↔ золотисто-зелёной краской.
11. Банкнота 5000 рублей имеет отличные элементы защиты[11].

| Серия 1997 года                              | Серия 1997 года   | Серия 1997 года  | Серия 1997 года | Серия 1997 года         | Серия 1997 года  | Серия 1997 года                                                                      | Серия 1997 года                       | Серия 1997 года |
| Изображение                                  | Изображение       | Номинал (рублей) | Размеры (мм)    | Основные цвета          | Описание         | Описание                                                                             | Описание                              | Дата введения   |
| Лицевая сторона                              | Оборотная сторона | Номинал (рублей) | Размеры (мм)    | Основные цвета          | Город            | Лицевая сторона                                                                      | Оборотная сторона                     | Дата введения   |
| -------------------------------------------- | ----------------- | ---------------- | --------------- | ----------------------- | ---------------- | ------------------------------------------------------------------------------------ | ------------------------------------- | --------------- |
|                                              |                   | 5                | 137×61          | зелёный                 | Великий Новгород | памятник «Тысячелетие России» на фоне Софийского собора                              | крепостная стена Новгородского кремля | 1 января 1998   |
|                                              |                   | 10               | 150×65          | тёмно-зелёный оливковый | Красноярск       | коммунальный мост через Енисей; часовня Параскевы Пятницы                            | Красноярская ГЭС                      | 1 января 1998   |
|                                              |                   | 50               | 150×65          | сине-голубой            | Санкт-Петербург  | скульптура в основании ростральной колонны; Петропавловская крепость                 | ростральная колонна; здание Биржи     | 1 января 1998   |
|                                              |                   | 100              | 150×65          | красно-зелёный          | Москва           | квадрига на портике Большого театра                                                  | фасад Большого театра                 | 1 января 1998   |
|                                              |                   | 500              | 150×65          | фиолетово-синий         | Архангельск      | памятник Петру I; парусник в порту Архангельска                                      | Соловецкий монастырь                  | 1 января 1998   |
|                                              |                   | 1000             | 157×69          | бирюзовый               | Ярославль        | памятник Ярославу Мудрому и часовня Казанской Богоматери на фоне Спасского монастыря | Церковь Иоанна Предтечи с колокольней | 1 января 2001   |
|                                              |                   | 5000             | 157×69          | оранжевый               | Хабаровск        | памятник Муравьёву-Амурскому на фоне набережной Амура                                | мост через Амур                       | 31 июля 2006    |
| Масштаб изображений — 1 пиксель на миллиметр |                   |                  |                 |                         |                  |                                                                                      |                                       |                 |

### Банкноты образца 1997 года (модификация 2001 года)
C 1 января 2001 года в обращение были введены модификации банкнот номиналом 10, 50, 100 и 500 рублей.
Новые банкноты отличаются наличием зелёной люминесценции обозначения номинала в левом нижнем углу на лицевой стороне банкноты под воздействием УФ-излучения. Сверху от рельефных знаков для людей с ослабленным зрением расположена вертикально ориентированная надпись «МОДИФИКАЦИЯ — 2001 Г.».
| Серия 2001 года                              | Серия 2001 года   | Серия 2001 года  | Серия 2001 года | Серия 2001 года         | Серия 2001 года | Серия 2001 года                                                      | Серия 2001 года                   | Серия 2001 года |
| Изображение                                  | Изображение       | Номинал (рублей) | Размеры (мм)    | Основные цвета          | Описание        | Описание                                                             | Описание                          | Дата выхода     |
| Лицевая сторона                              | Оборотная сторона | Номинал (рублей) | Размеры (мм)    | Основные цвета          | Город           | Лицевая сторона                                                      | Оборотная сторона                 | Дата выхода     |
| -------------------------------------------- | ----------------- | ---------------- | --------------- | ----------------------- | --------------- | -------------------------------------------------------------------- | --------------------------------- | --------------- |
|                                              |                   | 10               | 150×65          | тёмно-зелёный оливковый | Красноярск      | коммунальный мост через Енисей; часовня Параскевы Пятницы            | Красноярская ГЭС                  | 1 января 2001   |
|                                              |                   | 50               | 150×65          | сине-голубой            | Санкт-Петербург | скульптура в основании ростральной колонны; Петропавловская крепость | ростральная колонна; здание Биржи | 1 января 2001   |
|                                              |                   | 100              | 150×65          | красно-зелёный          | Москва          | квадрига на портике Большого театра                                  | фасад Большого театра             | 1 января 2001   |
|                                              |                   | 500              | 150×65          | фиолетово-синий         | Архангельск     | памятник Петру I; парусник в порту Архангельска                      | Соловецкий монастырь              | 1 января 2001   |
| Масштаб изображений — 1 пиксель на миллиметр |                   |                  |                 |                         |                 |                                                                      |                                   |                 |

### Банкноты образца 1997 года (модификация 2004 года)
Банкноты номиналом 10, 50, 100, 500 и 1000 рублей новой модификации были выпущены 16 августа 2004 года.
Банкноты нового выпуска имеют следующие отличия:
1. Сверху от рельефных знаков для людей с ослабленным зрением расположена вертикально ориентированная надпись «МОДИФИКАЦИЯ 2004 Г.».
2. В бумагу внедрена металлизированная ныряющая защитная нить шириной 2 мм, выходящая на оборотной стороне банкноты пятью видимыми участками.
3. На лицевой стороне банкнот появилось поле со скрытыми муаровыми полосами.
4. Цифровое обозначение номинала в левом нижнем углу на лицевой стороне банкнот напечатано серой краской (у банкнот предыдущих выпусков — серой металлизированной краской) и не люминесцирует под УФ.
5. На банкнотах номиналом 100, 500 и 1000 рублей присутствует цифровое обозначение номинала, выполненное с помощью лазерной микроперфорации.
6. У банкноты номиналом 1000 рублей также:
  - изменены некоторые элементы орнаментального оформления на лицевой и оборотной сторонах;
  - герб Ярославля выполнен оптически переменной (фиолетовой ↔ золотисто-зелёной) краской (ранее серой люминесцирующей);
  - эмблема Банка России напечатана зелёной краской (ранее — оптически переменной бурой ↔ золотисто-зелёной).

| Серия 2004 года                              | Серия 2004 года   | Серия 2004 года  | Серия 2004 года | Серия 2004 года         | Серия 2004 года | Серия 2004 года                                                                      | Серия 2004 года                       | Серия 2004 года                 |
| Изображение                                  | Изображение       | Номинал (рублей) | Размеры (мм)    | Основные цвета          | Описание        | Описание                                                                             | Описание                              | Дата выхода                     |
| Лицевая сторона                              | Оборотная сторона | Номинал (рублей) | Размеры (мм)    | Основные цвета          | Город           | Лицевая сторона                                                                      | Оборотная сторона                     | Дата выхода                     |
| -------------------------------------------- | ----------------- | ---------------- | --------------- | ----------------------- | --------------- | ------------------------------------------------------------------------------------ | ------------------------------------- | ------------------------------- |
|                                              |                   | 10               | 150×65          | тёмно-зелёный оливковый | Красноярск      | коммунальный мост через Енисей; часовня Параскевы Пятницы                            | Красноярская ГЭС                      | 16 августа 2004 20 августа 2022 |
|                                              |                   | 50               | 150×65          | сине-голубой            | Санкт-Петербург | скульптура в основании ростральной колонны; Петропавловская крепость                 | ростральная колонна; здание Биржи     | 16 августа 2004                 |
|                                              |                   | 100              | 150×65          | красно-зелёный          | Москва          | квадрига на портике Большого театра                                                  | фасад Большого театра                 | 16 августа 2004                 |
|                                              |                   | 500              | 150×65          | фиолетово-синий         | Архангельск     | памятник Петру I; парусник в порту Архангельска                                      | Соловецкий монастырь                  | 16 августа 2004                 |
|                                              |                   | 1000             | 157×69          | бирюзовый               | Ярославль       | памятник Ярославу Мудрому и часовня Казанской Богоматери на фоне Спасского монастыря | Церковь Иоанна Предтечи с колокольней | 16 августа 2004                 |
| Масштаб изображений — 1 пиксель на миллиметр |                   |                  |                 |                         |                 |                                                                                      |                                       |                                 |

### Банкноты образца 1997 года (модификация 2010 года)
10 августа 2010 года была выпущена модифицированная 1000-рублёвая банкнота, модификации банкнот номиналом 500 и 5000 рублей были выпущены 6 сентября 2011 года.
Банкноты имеют следующие отличия:
1. Вертикально ориентированная надпись «МОДИФИКАЦИЯ 2010 ГОДА» на левом (500 и 5000 рублей) или правом (1000 рублей) купонном поле.
2. В бумагу внедрена широкая защитная нить, выходящая на лицевой стороне банкноты в окошке фигурной формы.
3. Водяной знак (цифровое обозначение номинала и портрет) расположен на правом купонном поле (ранее номинал располагался на левом).
4. На лицевой стороне банкноты на краях купонных полей присутствуют тонкие рельефные штрихи.
5. Изменены муаровые поля на лицевой стороне банкнот:
  - 500 рублей — добавлено цифровое вертикальное обозначение номинала с цветопеременным эффектом (оранжевый-голубой-розовый ↔ фиолетовый-оранжевый-зелёный);
  - 1000 и 5000 рублей — в нижней части поля добавлен элемент с видимыми цветными полосами.
6. Высота цифр левого серийного номера плавно увеличивается слева направо.
7. Изменено цветовое и художественное оформление лицевой и оборотной сторон (в том числе у 500 рублей изменено основное изображение на оборотной стороне).
8. Некоторые элементы изображения обладают магнитными свойствами.
9. Изображения на банкнотах при УФ-освещении отличаются от таковых у банкнот предыдущих выпусков.
10. У 1000 и 5000 рублей гербы Ярославля и Хабаровска выполнены оптически переменной зелёной магнитной краской с эффектом перемещения яркой блестящей полосы.
11. На гербе Хабаровска (5000 рублей) добавлены шесть полос по бокам.

| Серия 2010 года                              | Серия 2010 года   | Серия 2010 года  | Серия 2010 года | Серия 2010 года | Серия 2010 года | Серия 2010 года                                                                      | Серия 2010 года                       | Серия 2010 года |
| Изображение                                  | Изображение       | Номинал (рублей) | Размеры (мм)    | Основные цвета  | Описание        | Описание                                                                             | Описание                              | Дата выхода     |
| Лицевая сторона                              | Оборотная сторона | Номинал (рублей) | Размеры (мм)    | Основные цвета  | Город           | Лицевая сторона                                                                      | Оборотная сторона                     | Дата выхода     |
| -------------------------------------------- | ----------------- | ---------------- | --------------- | --------------- | --------------- | ------------------------------------------------------------------------------------ | ------------------------------------- | --------------- |
|                                              |                   | 500              | 150×65          | фиолетово-синий | Архангельск     | памятник Петру I; парусник в порту Архангельска                                      | Соловецкий монастырь                  | 6 сентября 2011 |
|                                              |                   | 1000             | 157×69          | бирюзовый       | Ярославль       | памятник Ярославу Мудрому и часовня Казанской Богоматери на фоне Спасского монастыря | Церковь Иоанна Предтечи с колокольней | 10 августа 2010 |
|                                              |                   | 5000             | 157×69          | оранжевый       | Хабаровск       | памятник Муравьёву-Амурскому на фоне набережной Амура                                | мост через Амур                       | 6 сентября 2011 |
| Масштаб изображений — 1 пиксель на миллиметр |                   |                  |                 |                 |                 |                                                                                      |                                       |                 |

## Банкноты образца 2017—2028 годов
12 октября 2017 года Банк России представил новые банкноты номиналом 200 и 2000 рублей. По итогам открытого голосования на двухсотрублёвой банкноте представлены памятник затопленным кораблям и пропилеи Графской пристани в Севастополе и Херсонес Таврический (Крым), а на двухтысячной — Русский мост и здание Дальневосточного федерального университета во Владивостоке и космодром «Восточный» в Амурской области (Дальний Восток). 
При этом банкноты других номиналов специально изыматься не будут, объём денег в обращении будет поддерживаться за счёт изъятия ветхих банкнот.
Характерным отличием новых банкнот является девятизначный номер (на купюрах всех предыдущих выпусков номер был семизначным). Также изображение двуглавого орла Билибина с опущенными крыльями, без корон, скипетра и державы (логотип Банка России с конца 1993 года) на их аверсе было заменено на герб России, аналогично монетам номиналом 1—10 рублей, выпускаемым с 2016 года и памятным монетам в 25 рублей, изготавливаемым из недрагоценных металлов.
Национальный банк Украины сразу после известия о выпуске банкноты в 200 рублей запретил её приём и обмен на территории Украины. Аналогичные ограничения относятся к российским памятным банкнотам номиналом в 100 рублей — образца 2015 года, посвящённой аннексии Крыма и 2018 года, посвящённой Чемпионату мира по футболу, проводимого ФИФА (на ней есть карта России с Крымом).
Появление в обращении банкнот нового дизайна вызвало большой интерес среди пользователей Интернета, что косвенно привело к созданию авторских пародий, представляющих собой коллажи на тему дизайна банкнот номиналом 200 и 2000 рублей, но с использованием номиналов и рисунков с банкнот образца 1997 года.
В июле 2021 года зампред Центробанка Михаил Алексеев сообщил об изменении концепции серии «Города России» для банкнот. В частности, по новым условиям принято решение посвятить каждую банкноту одному из выдающихся городов каждого из федеральных округов России. При этом из «старых» городов на банкнотах останутся только Санкт-Петербург и Москва, а банкноты номиналом 10, 500, 1000 и 5000 рублей получат новый дизайн:
- 10 руб. — Новосибирск;
- 50 руб. — Санкт-Петербург;
- 100 руб. — Москва;
- 500 руб. — Пятигорск;
- 1000 руб. — Нижний Новгород;
- 5000 руб. — Екатеринбург.

30 июня 2022 года Центральный банк России представил обновлённую купюру номиналом 100 рублей. На купюре изображены Спасская башня, здание МГУ, парк «Зарядье», Ржевский мемориал советскому солдату. Также на купюре изображён QR-код, перенаправляющий на сайт ЦБ.
| Серия 2017—2025 годов                        | Серия 2017—2025 годов | Серия 2017—2025 годов | Серия 2017—2025 годов | Серия 2017—2025 годов | Серия 2017—2025 годов   | Серия 2017—2025 годов | Серия 2017—2025 годов                                                                                            | Серия 2017—2025 годов | Серия 2017—2025 годов               | Серия 2017—2025 годов | Серия 2017—2025 годов |
| Изображение                                  | Изображение           | Номинал (рублей)      | Размеры (мм)          | Основные цвета        | Описание                | Описание              | Описание | Описание | Описание                            | Даты                  | Даты                  |
| Лицевая сторона                              | Оборотная сторона     | Номинал (рублей)      | Размеры (мм)          | Основные цвета        | Город (Лицевая сторона) | Федеральный округ     | Лицевая сторона                                                                                                  | Оборотная сторона | Водяной знак                        | Введения              | Печати                |
| -------------------------------------------- | --------------------- | --------------------- | --------------------- | --------------------- | ----------------------- | --------------------- | --- | --- | ----------------------------------- | --------------------- | --------------------- |
|                                              |                       | 10                    | 150×65                |                       | Новосибирск             | Сибирский             | | |                                     | 2028                  | 2028                  |
|                                              |                       | 50                    | 150×65                |                       | Санкт-Петербург         | Северо-Западный       | | |                                     | 2028                  | 2028                  |
|                                              |                       | 100                   | 150×65                | оливковый оранжевый   | Москва                  | Центральный           | Спасская башня Кремля; Здание МГУ на Воробьевых горах; Парк Зарядье; Шуховская телебашня; Останкинская телебашня | Ржевский мемориал, Куликово поле                                                                                                 | «100» Спасская башня Кремля         | 30 июня 2022          | 2022                  |
|                                              |                       | 200                   | 150×65                | зелёный               | Севастополь             | Южный                 | памятник затопленным кораблям; пропилеи Графской пристани                                                        | Херсонес Таврический | «200» Памятник затопленным кораблям | 12 октября 2017       | 2017                  |
|                                              |                       | 500                   | 150×65                |                       | Пятигорск               | Северо-Кавказский     | | |                                     | 2028                  | 2028                  |
|                                              |                       | 1000                  | 157×69                |                       | Нижний Новгород         | Приволжский           | Нижегородская ярмарка, здание Государственного банка                                                             | Теплоход «Метеор», Нижегородский кремль                                                                                          | «1000» ?                            | 2025                  | 2025                  |
|                                              |                       | 2000                  | 157×69                | синий                 | Владивосток             | Дальний Восток        | Русский мост; здание Дальневосточного федерального университета во Владивостоке                                  | Космодром «Восточный» в Амурской области                                                                                         | «2000» Русский мост                 | 12 октября 2017       | 2017                  |
|                                              |                       | 5000                  | 157×69                | красный               | Екатеринбург            | Уральский             | Стела «Европа-Азия» под Екатеринбургом, Екатеринбург-Сити, дом Севастьянова                                      | Памятник «Сказ об Урале» в Челябинске, стела «66 параллель» в Салехарде, литейный ковш в металлургическом заводе, нефтяная вышка | «5000» Дом связи                    | 16 октября 2023       | 2023                  |
| Масштаб изображений — 1 пиксель на миллиметр |                       |                       |                       |                       |                         |                       | | |                                     |                       |                       |

## Памятные банкноты
Центральный банк России 30 октября 2013 года выпустил в обращение памятную олимпийскую банкноту номиналом в 100 рублей. Её выпуск начался ровно за сто дней до открытия Олимпийских игр в Сочи. Автором идеи дизайна стал студент Института им. Репина при Российской академии художеств Павел Бушуев. Часть тиража банкноты была выпущена в подарочной упаковке. Общий тираж составил 20 миллионов штук (серии АА, аа и Аа).
23 декабря 2015 года Банк России выпустил памятную банкноту номиналом 100 рублей, посвящённую Севастополю и Крыму.
22 мая 2018 года Банк России выпустил памятную банкноту номиналом 100 рублей, посвящённую Чемпионату мира по футболу 2018 года. На 18 июня 2018 года банкноты доступны с сериями АА и АВ.
| Памятные банкноты                            | Памятные банкноты | Памятные банкноты | Памятные банкноты | Памятные банкноты | Памятные банкноты                                                                                             | Памятные банкноты | Памятные банкноты | Памятные банкноты |
| Изображение                                  | Изображение       | Номинал (рублей)  | Размеры (мм)      | Основные цвета    | Описание | Описание | Дата выхода       |                   |
| Лицевая сторона                              | Оборотная сторона | Номинал (рублей)  | Размеры (мм)      | Основные цвета    | Лицевая сторона                                                                                               | Оборотная сторона | Дата выхода       |                   |
| -------------------------------------------- | ----------------- | ----------------- | ----------------- | ----------------- | --- | --- | ----------------- | ----------------- |
|                                              |                   | 100               | 150×65            | синий             | сноубордист, олимпийские объекты в Сочи                                                                       | олимпийский стадион «Фишт» жар-птица                                                                                       | 30 октября 2013   |                   |
|                                              |                   | 100               | 150×65            | оливково- зелёный | Памятник затопленным кораблям, фрагмент картины И. К. Айвазовского «Русская эскадра на Севастопольском рейде» | декоративный замок «Ласточкино гнездо»                                                                                     | 23 декабря 2015   |                   |
|                                              |                   | 100               | 150×65            | сине-зелёный      | мальчик с футбольным мячом в руке, вратарь Лев Яшин в прыжке за мячом                                         | стилизованное изображение земного шара в виде футбольного мяча, на котором цветом выделена территория Российской Федерации | 22 мая 2018       |                   |
| Масштаб изображений — 1 пиксель на миллиметр |                   |                   |                   |                   | | |                   |                   |

## Основные признаки подлинности банкнот

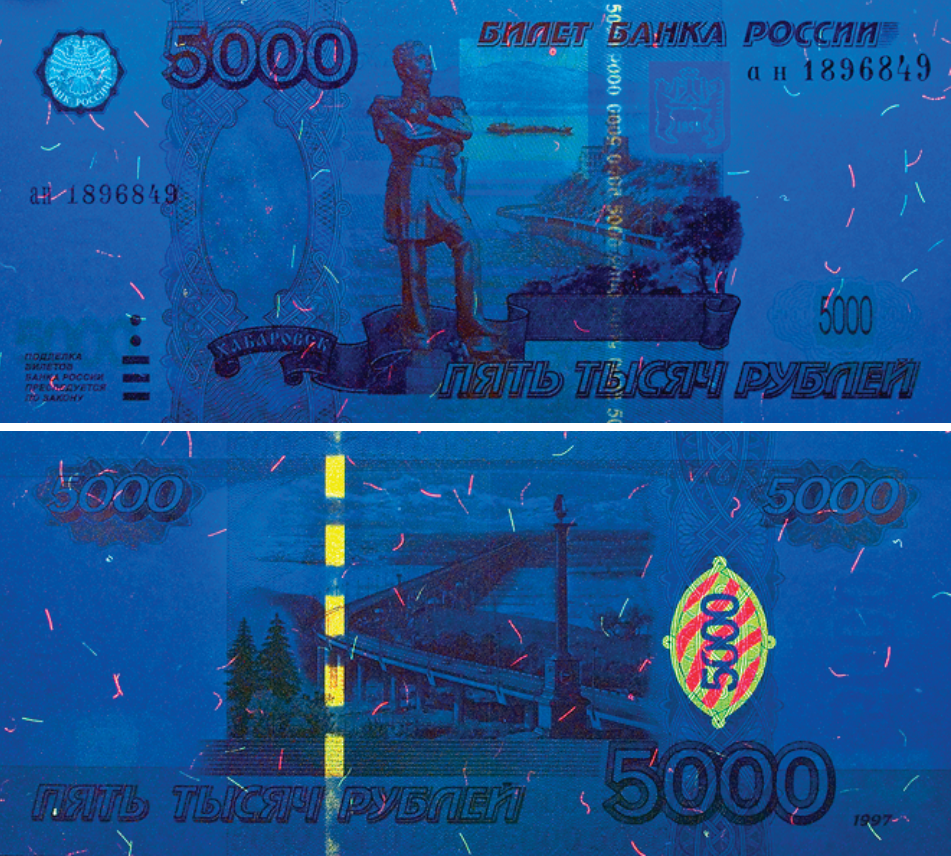
5000 рублей выпуска 2006 года в ультрафиолете

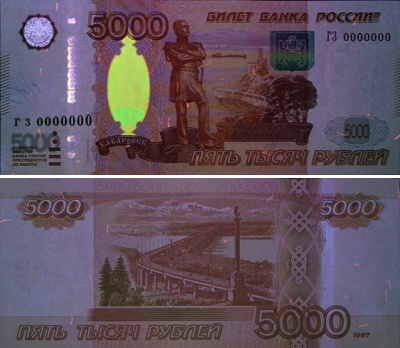
5000 рублей модификации 2010 года в ультрафиолете

- Муаровый узор. Область, изменяющая свой цвет под разными углами зрения. При наклоне банкноты возникают разноцветные радужные полосы. Впервые появился у банкнот модификации 2004 года.
- Кипп-эффект. Скрытое изображение, расположенное на орнаментальной ленте, обнаруживается при рассматривании банкноты под острым углом в отражённом свете[22].
- Водяные знаки. Расположены на белых полях банкнот. При рассматривании на просвет должны быть видны как более светлые, так и более тёмные по сравнению с фоном участки.
- Защитные волокна. В бумаге банкнот хаотично расположены красные, светло-зелёные, двухцветные и серые защитные волокна, которые должны светиться в ультрафиолетовом свете. Двухцветные защитные волокна внешне выглядят фиолетовыми, но при рассматривании через лупу на них наблюдается чередование красных и синих участков.
- Инфракрасные метки. Часть изображения лицевой стороны обработана составом, отражающим свет в инфракрасном спектре.
- Рельефные надписи. Для людей с ослабленным зрением на банкноте имеются специальные рельефные метки. Рельефной печатью выполнена также надпись «Билет Банка России».
- Магнитные метки. Отдельные участки банкнот выполнены краской, обладающей особыми магнитными свойствами. Обнаружение таких меток возможно с помощью специального оборудования.
- Защитная нить. В бумагу внедрена «ныряющая» металлизированная полимерная полоска. Отдельные участки защитной нити выходят на поверхность бумаги и выглядят в виде блестящих прямоугольников, образующих пунктирную линию. На просвет защитная нить имеет вид сплошной, тёмной полоски с ровными краями. Впервые появилась у банкнот модификации 2004 года.
- Микроперфорация (у 100-рублёвой банкноты и выше). Номинал банкноты, сформированный микроотверстиями в бумаге с помощью лазера. Впервые появилась у банкнот модификации 2004 года.
- Микротекст. Номинал банкноты, напечатанный шрифтом очень маленького кегля, можно прочитать с помощью лупы. Выделяют позитивный и негативный виды микротекстов. Позитивный микротекст представляет собой темные символы расположенные на светлом или прозрачном фоне; негативный — светлые символы, напечатанные поверх темного фона.
- Цветопеременная краска. У 500-рублёвой банкноты — эмблема Банка России, у 1000-рублёвой — герб Ярославля, у 5000-рублёвой — эмблема Банка России и герб Хабаровска.

## Признаки платёжеспособности банкнот
Платёжеспособными банкнотами Банка России в соответствии с п.1 Указаний Банка России от 26.12.2006 N 1778-У «О признаках платёжеспособности и правилах обмена банкнот и монеты Банка России» считаются банкноты Банка России, имеющие силу законного средства наличного платежа на территории Российской Федерации (в том числе изымаемые из обращения), не содержащие признаков подделки, без повреждений или имеющие повреждения следующего характера: загрязнённые, изношенные, надорванные; имеющие потертости, небольшие отверстия, проколы, посторонние надписи, пятна, оттиски штампов; утратившие углы, края.
Поскольку банкноты и монета Банка России со временем могут испортиться, но при этом они не теряют своей подлинности, указание Банка России предусматривает возможность обмена таких износившихся денежных знаков.
Подлинные наличные денежные средства подразделяются на:
- подлинные наличные денежные средства, используемые в наличном денежном обращении;
- подлинные наличные денежные средства, которые могут использоваться в наличном денежном обращении, однако существуют только как товар на нумизматическом (коллекционном) рынке;
- подлинные наличные денежные средства, не используемые в наличном денежном обращении, подлежащие обмену;
- подлинные наличные денежные средства, не используемые в наличном денежном обращении, не подлежащие обмену.

Подлежат обмену по номиналу без взимания дополнительной платы банкноты Банка России, имеющие силу законного средства наличного платежа на территории Российской Федерации, не содержащие признаков подделки, но имеющие повреждения следующего характера:
- утратившие значительный фрагмент, но сохранившие не менее 55 % от первоначальной площади (в том числе обожжённые, подвергнутые воздействию агрессивных сред, обугленные и истлевшие);
- склеенные из фрагментов (без учёта количества фрагментов), если один фрагмент или несколько фрагментов, безусловно принадлежащих одной банкноте, занимают не менее 55 % от первоначальной площади банкноты;
- составленные из двух фрагментов, принадлежащих разным банкнотам одного номинала, если каждый фрагмент отличается от соседнего по графическому оформлению и занимает не менее 50 % от первоначальной площади банкноты;
- изменившие окраску и свечение в ультрафиолетовых лучах, если на них отчётливо просматриваются изображения (за исключением банкнот, окрашенных красящими веществами, предназначенными для предотвращения хищения банкнот при их транспортировке);
- имеющие брак изготовителей.

### Ветхие банкноты
Также существуют признаки ветхих платежеспособных банкнот Банка России Банкноты переходят в разряд ветхих при наличии одного и более повреждения:
- загрязнение поверхности лицевой и (или) оборотной сторон, приводящее к снижению яркости изображения на 8 процентов и более;
- постороннюю надпись (посторонние надписи), состоящую из двух и более знаков (символов);
- посторонний рисунок (посторонние рисунки), оттиск (оттиски) штампа;
- контрастное пятно (контрастные пятна) диаметром 5 мм и более;
- разрыв (разрывы) края банкноты длиной 7 мм и более;
- сквозное отверстие (отверстия), прокол (проколы) диаметром 4 мм и более;
- нарушение целостности банкноты, заклеенное клеящей лентой;
- утраченный угол (углы) площадью 32 мм2 и более;
- утраченный край (края), вследствие чего размеры банкноты по длине и (или) ширине уменьшились на 5 мм и более;
- частично утраченный красочный слой в результате потертости и (или) обесцвечивания.